# Vincent Mathias
Vincent Mathias (Parigi, 7 ottobre 1967) è un direttore della fotografia francese.

## Biografia
Vincent Mathias comincia a lavorare come cameraman all'inizio degli anni '90, trascorrendo i primi anni come assistente alla macchina da presa. Ha lavorato per oltre 70 produzioni ed ha vinto nel 2018 il Premio César per la migliore fotografia per il suo lavoro nel film Ci rivediamo lassù di Albert Dupontel.

## Filmografia

### Cinema
- Mektoub, regia di Nabil Ayouch (1987)
- In extremis, regia di Étienne Faure (2000)
- Ali Zaoua, prince de la rue, regia di Nabil Ayouch (2000)
- Grégoire Moulin contre l'humanité, regia di Artus de Penguern (2001)
- In fuga col cretino (Le boulet), regia di Alain Berbérian e Frédéric Forestier (2002)
- Irène, regia di Ivan Calbérac (2002)
- La Beuze, regia di François Desagnat e Thomas Sorriaux (2003)
- Qui veut devenir une star?, regia di Patrice Pooyard (2003)
- Trouble, regia di Harry Cleven (2005)
- Les Parrains, regia di Frédéric Forestier (2005)
- Président, regia di Lionel Delplanque (2006)
- Poltergay, regia di Éric Lavaine (2006)
- Whatever Lola Wants, regia di Nabil Ayouch (2007)
- Daddy Cool - Non rompere papà (15 ans et demi), regia di François Desagnat e Thomas Sorriaux (2008)
- Une affaire d'état, regia di Eric Valette (2009)
- La Révélation des pyramides, regia di Patrice Pooyard - documentario (2010)
- Le Nom des gens, regia di Michel Leclerc (2010)
- Captifs, regia di Yann Gozlan (2010)
- Cinémas d'Horreur - Apocalypse, Virus, Zombies, regia di Luc Lagier - documentario (2010)
- La Proie, regia di Eric Valette (2011)
- Le Petit Poucet, regia di Marina de Van (2011)
- La clinica dell'amore (La Clinique de l'amour), regia di Artus de Penguern (2012)
- Ritorno al crimine (L'Autre vie de Richard Kemp), regia di Germinal Alvarez (2013)
- 9 mois ferme, regia di Albert Dupontel (2013)
- Non sposate le mie figlie! (Qu'est-ce qu'on a fait au Bon Dieu?), regia di Philippe de Chauveron (2014)
- L'Étudiante et Monsieur Henri, regia di Ivan Calbérac (2015)
- Débarquement immédiat!, regia di Philippe de Chauveron (2016)
- Ci rivediamo lassù (Au revoir là-haut), regia di Albert Dupontel (2017)
- L'incredibile viaggio del fachiro (The Extraordinary Journey of the Fakir), regia di Ken Scott (2018)
- Ribelli (Rebelles), regia di Allan Mauduit (2019)
- Ma nudité ne sert à rien, regia di Marina de Van (2019)
- Venise n'est pas en Italie, regia di Ivan Calbérac (2019)
- Il quinto set (Cinquième set), regia di Quentin Reynaud (2021)
- Flashback, regia di Caroline Vigneaux (2021)
- Le Trésor du petit Nicolas, regia di Julien Rappeneau (2021)
- En plein feu, regia di Quentin Reynaud (2022)
- Sentinelle, regia di Hugo Benamozig e David Caviglioli (2023)